# Rejon krzyworoski (1923–2020)
Rejon krzyworoski – jednostka administracyjna wchodząca w skład obwodu dniepropetrowskiego Ukrainy.
Rejon utworzony w 1925, ma powierzchnię 1347 km² i liczy około 44 tysięcy mieszkańców. Siedzibą władz rejonu jest Krzywy Róg.
Na terenie rejonu znajdują się 2 osiedlowe rady i 17 silskich rad, obejmujących w sumie 81 wsi i 6 osad.